# Farmsen (metropolitana di Amburgo)
Farmsen è una stazione della metropolitana di Amburgo, sulla linea U1.

## Storia
La stazione fu costruita dal 1912 al 1914 e inaugurata il 12 settembre 1918 sulla linea ferroviaria Walddörfer. Il villaggio di Farmsen era un'exclave del territorio di Amburgo, quindi fu prevista una fermata qui. La stazione fu servita da treni a vapore fino al 20 settembre 1919 e riaprì dopo l'elettrificazione di un binario, il 6 settembre 1920, che permise una fermata ogni due ore. Ma solo dopo l'apertura di un secondo binario elettrificato, il 13 maggio 1921, fu possibile offrire servizi più frequenti. Il 20 maggio 1923 il secondo binario fu completato fino a Volksdorf.
Tra il 1962 e il 1964 fu costruita a Farmsen un'officina di riparazione ferroviaria (Betriebswerkstatt) lunga 1.000 metri, necessaria per la linea U1 allora completata. Contemporaneamente, alla stazione di Farmsen furono costruiti un secondo binario a due corsie e un nuovo ingresso da ovest, dove fu eretta una stele del noto scultore Horst Janssen. Fino alla completa ristrutturazione della stazione nel 1996 mancava un ingresso dalla fermata dell'autobus a sud della stazione. In quell'occasione è stato aggiunto anche un ascensore.